# Panudech Maiwong
Panudech Maiwong (thailändisch ภาณุเดช ใหม่วงค์, * 13. Januar 1996 in Chiangmai) ist ein thailändischer Fußballspieler.

## Karriere

### Verein
Panudech Maiwong erlernte das Fußballspielen in der Schulmannschaft der Vachiralai School in Chiangmai sowie in der Jugendmannschaft des Erstligisten Chonburi FC in Chonburi. In Chonburi unterschrieb er 2015 auch seinen ersten Profivertrag. Die Hinserie 2015 wurde er an den Drittligisten Phanthong FC nach Si Racha ausgeliehen. Die zweite Jahreshälfte 2015 wurde er im Rahmen eines dreimonatigen Vertrags an die Hong Kong Rangers ausgeliehen, nachdem er in einem Freundschaftsspiel zwischen den beiden Klubs die Vereinsführung beeindruckt hatte. Nachdem er sich im Training verletzt hatte, kam er in Hongkong nicht zum Einsatz. Sein Debüt in der Thai League mit Chonburi gab er am 8. März 2017, als er für Kroekrit Thaweekarn beim 3:1-Sieg über Super Samut Prakan FC eingewechselt wurde. 2019 wechselte er zum Phuket City FC, einem Verein, der in der Dritten Liga, der Thai League 3, spielte. Für Phuket spielte er 22 Mal in der Lower Region und schoss dabei zwei Tore. Im Januar 2020 wechselte er zum Erstligisten PT Prachuap FC nach Prachuap. Für PT stand er zweimal in der ersten Liga auf dem Spielfeld. Direkt im Anschluss wurde er Ende 2020 von dem Zweitligisten Lampang FC aus Lampang verpflichtet. Nach neun Zweitligaspielen für Lampang wechselte er am 1. August 2021 zum Zweitligisten Phrae United FC. Für den Klub aus Phrae stand er 27-mal in der Liga auf dem Spielfeld. Im Juli 2022 unterschrieb er einen Vertrag beim ebenfalls in der zweiten Liga spielenden Raj-Pracha FC. Für den Hauptstadtverein bestritt er zwölf Ligaspiele. Im Dezember 2022 wechselte er zum ebenfalls in der zweiten Liga spielenden Samut Prakan City FC. Für den Verein aus Samut Prakan bestritt er 31 Ligaspiele. Mitte Dezember 2024 wechselte er in die dritte Liga. Hier unterschrieb er in Samut Sakhon einen Vertrag beim Samut Sakhon City FC. Mit dem Verein aus Samut Sakhon spielt er in der Western Region der Liga. Am Ende der Saison 2024/25 feierte er mit dem Verein die Meisterschaft der Region. In den Aufstiegsspielen zur zweiten Liga konnte man sich jedoch nicht durchsetzen. Nach einem Ligaspiel wechselte er im Sommer 2025 zum Zweitligisten Police Tero FC.

### Nationalmannschaft
Von 2017 bis 2018 spielte Panudech Maiwong dreimal in der thailändischen U-23-Nationalmannschaft.

## Erfolge
Chonburi FC
- Thailändischer Pokalsieger: 2016

Samut Sakhon City FC
- Thai League 3 – West: 2024/25